# Pedro González de Velasco
Pedro González de Velasco (Valseca de Boones, 23 de octubre de 1815-Madrid, 21 de octubre de 1882) fue un médico y antropólogo español. Conocido por ser el fundador en 1875 del Museo Nacional de Antropología que en tiempos fue su vivienda habitual.

## Biografía
Pedro González de Velasco nació en Valseca, un pueblo de Segovia, en el seno de una familia de origen humilde y de profesión labradores. Pronto tuvo ocasión de viajar a Segovia, lugar donde aprendería latín y conseguiría algún dinero ejerciendo como soldado. A la muerte de sus padres decide ir a Madrid a estudiar. A su llegada el intenso estudio y dedicación hacen que logre la plaza de practicante en tres años y cinco años después obtiene el de cirujano. La obtención del título la hizo mientras se dedicaba a trabajar, ganando dinero, en diversas duras labores que realizaba en los alrededores de Madrid. 
En sus primeras fases como médico se dedicó al estudio de la "escultura anatómica" en varias universidades europeas. Llegó a ser catedrático de operaciones en la Facultad de Medicina de Madrid y tenía su puesto como doctor en el Hospital Clínico San Carlos (actual Museo de Arte Reina Sofía). El dinero obtenido en su labor médica le permitió viajar a menudo y con ello empezó a coleccionar piezas de antropología y etnografía. De esta manera, en el año 1873, se construyó un edificio proyectado por Francisco de Cubas (Lugar del actual Museo Nacional de Antropología), que diseñó con estilo neoclásico. En su casa depositó las piezas recolectadas y con ello creó el museo que el 29 de abril de 1875 inaugura Alfonso XII. Se trataba del "Museo Anatómico", aunque popularmente se le acabó conociendo como Museo Antropológico. En aquella visita de Rey que sería la inauguración, el monarca le pidió que le formulase un deseo para que pudiese continuar su labor, Velasco respondió: "¡que me concedan cadáveres para enseñar a los vivos!". En 1873 fundó la revista El Anfiteatro Anatómico Español.
Contrajo matrimonio con Engracia Pérez Cobo, fallecida el 18 de diciembre de 1893 a los 71 años. Tuvieron una única hija María de la Concepción González Velasco y Pérez, fallecida el 12 de mayo de 1864 a los 15 años y con una trágica leyenda.
Falleció el 21 de octubre de 1882 y se encuentra enterrado junto a su mujer y su hija en el Cementerio de San Isidro de Madrid. El deseo del doctor era el de ser enterrados en el museo que había creado, pero su mujer, que falleció después, se negó a ello y llevó el cuerpo de su hija a ese cementerio. El cuerpo del doctor González de Velasco permaneció en el museo hasta 1943 y entonces su cuerpo embalsamado fue trasladado al mencionado cementerio, pasando a ocupar el mismo nicho que su esposa y su hija en 1965.

## Leyenda del Dr. González de Velasco

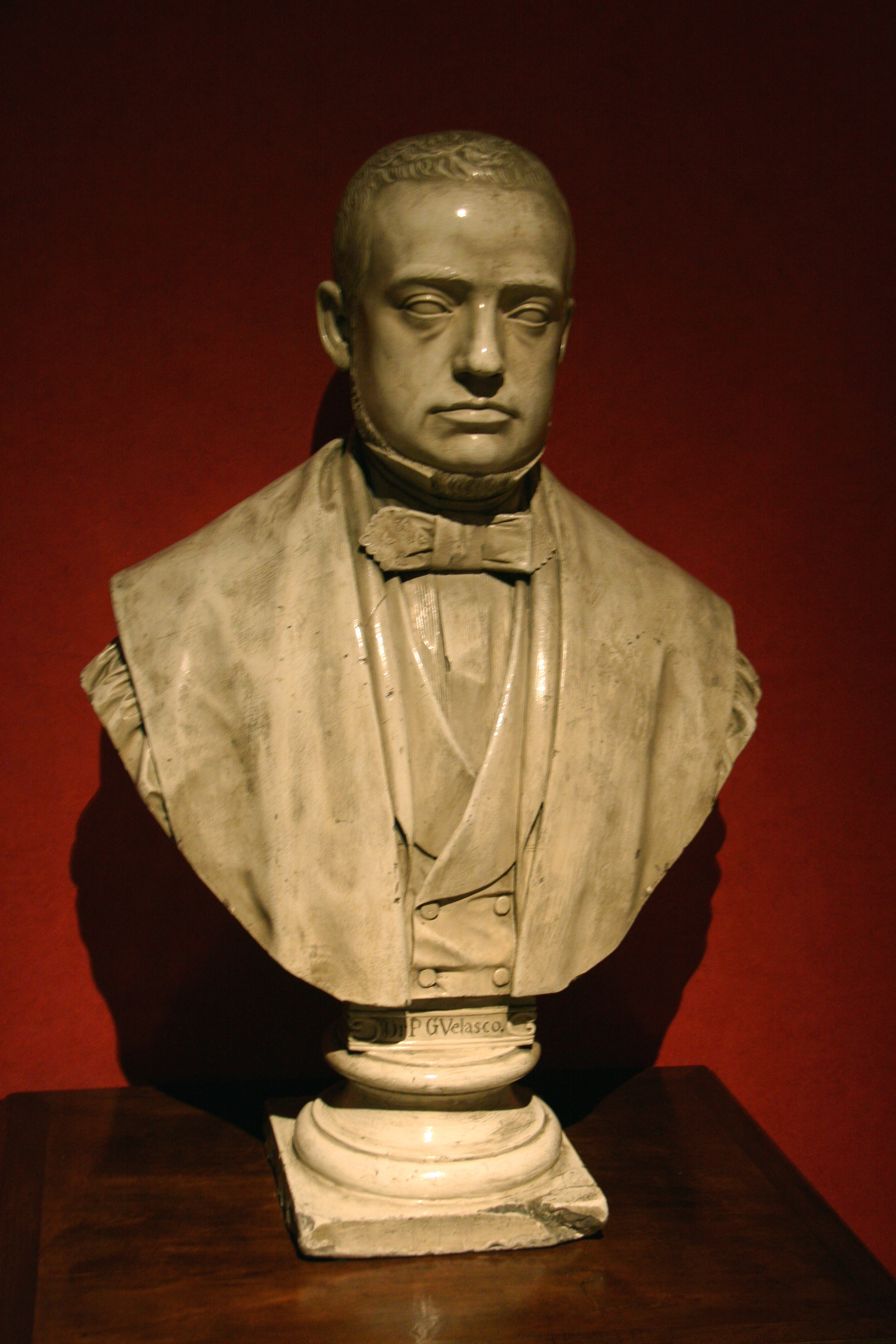
Busto del Doctor Velasco en el Museo Nacional de Antropología, Madrid.

El doctor fue cosechando diversos logros profesionales durante su vida. Pero su vida personal fue trastocada cuando a la edad de 15 años su hija Concha sufría un caso grave de tifus. Al ver que los tratamientos del doctor Benavente (padre de Jacinto) no tenían los resultados deseados, él mismo le administró un purgante (en contra del consejo de Benavente) que finalmente le causó la muerte. El Dr. Velasco nunca se recuperó de la pérdida. Antes de que su hija Concha fuera enterrada, la embalsamó. Una vez instalado en la casa-museo decidió traer los restos mortales de Concha a su domicilio, exhumándolos del cementerio de San Isidro casi en perfecto estado. El cuerpo fue instalado en uno de los aposentos de la casa con un vestido de novia. Este suceso dio lugar a numerosas leyendas contadas en los cafés de tertulia de la época, e inspiró años después al escritor aragonés Ramón J. Sender a escribir un cuento sobre su vida, titulado «La hija del doctor Velasco», incluido en su obra La llave y otras narraciones.
En el Madrid romántico de la época se rumoreaba que sentaba a la mesa al cuerpo de su hija acicalada para la ocasión, y que al atardecer salía a pasear con ella en un coche de caballos por los paseos de Madrid: "El Madrid de aquella época pudo comprobar que todos los días al atardecer, una berlina con las cortinas echadas deambulaba por los paseos. Decían que dentro iba el doctor Velasco y la fría y seca figura de la niña, vestida con rico traje".

## Obra
- «Tratado práctico de partos», (1854), Pedro González de Velasco, José Díaz Benito y Angulo

El Doctor Pedro González Velasco escribió también con José Díaz Benito y Angulo, en 1848, la "Guía Práctica del Sangrador, Dentista y Callista o Tratado Completo de Cirugía Menor o Ministrante".